# Buinsk
Buinsk – miasto w Rosji, w Tatarstanie, 137 km na południowy zachód od Kazania. W 2009 liczyło 20 225 mieszkańców.